# 瑞穂町図書館
瑞穂町図書館（みずほまちとしょかん）は、東京都西多摩郡瑞穂町にある公共図書館。

## 概要
1973年（昭和48年）、開館。旧図書館は東棟（RC3階建て）と西棟（RC2階建て）からなり、東棟1階及び2階は1973年（昭和48年）に新築され、東棟3階は1977年（昭和52年）に増築された。また、西棟は1983年（昭和58年）に新築された。
老朽化のため2020年（令和2年）12月から閉館し、一部の柱や外壁を残して大規模改修を実施した。2022年（令和4年）3月にリニューアルオープンした。
2022年度耐震改修優秀建築・貢献者表彰（日本建築防災協会主催）で耐震改修優秀建築賞を受賞した。

## 施設
2022年に実施された改修工事後のレイアウト
- 1階
  - 開架書架、企画展示
  - 貸出・返却コーナー
  - こどもコーナー
  - 視聴覚コーナー
  - 閉架書庫
- 2階
  - 開架書架
  - ティーンズコーナー
  - セミナールーム
  - 読書テラス
  - 休憩コーナー

## 開館時間
- 開館時間：9:00 - 18:00（木曜日は9:00 - 20:00）
- 休館日：毎週月曜日、第3金曜日、年末年始（12月29日 - 1月3日）、特別整理期間

## アクセス
- 瑞穂町コミュニティバス石畑・殿ケ谷コース「ふれあいセンター」下車徒歩1分